# نامه (فیلم ۱۹۴۰)
نامه (انگلیسی: The Letter) فیلمی در ژانر درام به کارگردانی ویلیام وایلر است که در سال ۱۹۴۰ منتشر شد. از بازیگران آن می‌توان به بت دیویس، هربرت مارشال، جیمز استفنسون، گیل سوندرگارد، دوریس لوید و سسیل کلاوای اشاره کرد.

## خلاصه داستان
زنی به یک مرد شلیک کرده و ادعا می‌کند برای دفاع از خود اینکار را کرده‌است اما این همه ماجرا نیست و…

## جوایز
این فیلم کاندیدای ۷ اسکار (کاندیدای اسکار بهترین موسیقی متن-کاندیدای اسکار بهترین تدوین-کاندیدای اسکار بهترین فیلمبرداری-کاندیدای اسکار بهترین کارگردانی-کاندیدای اسکار بهترین بازیگر نقش مکمل مرد-کاندیدای اسکار بهترین بازیگر نقش اول زن-کاندیدای اسکار بهترین فیلم) در سال ۱۹۴۱ شد.